# Cattedrale di Newport
La cattedrale di Newport (in gallese Eglwys gadeiriol Casnewydd) è la chiesa principale della diocesi anglicana di Monmouth e situata a Newport (Galles).